# Evangelische Bruderschaft St. Georgs-Orden
Die Evangelische Bruderschaft St. Georgs-Orden (Erfurt) ist eine protestantische Ordensgemeinschaft in Deutschland.

## Geschichte
Die Bruderschaft wurde 1987 auf der dänischen Insel Falster gegründet. Die meisten Gründungsmitglieder stammten aus der damaligen DDR und waren in die Bundesrepublik Deutschland ausgereist oder im Zuge des Freikaufs politischer Häftlinge in die Bundesrepublik gekommen. Einige Gründungsmitglieder kannten sich aus der Jugendarbeit der Evangelisch-Lutherischen Kirche Landeskirche Mecklenburg. Motiv der Ordensgründung war der Eindruck der späteren Mitglieder, politische Äußerungen im westdeutschen Kirchenalltag seien „primär linksliberal bis linksradikal konnotiert.“ Mit der Wiedervereinigung fand eine Neuausrichtung des Ordens statt, zudem zog der Orden vom mecklenburgischen Hohenkirchen zunächst nach Berlin, später nach Thüringen. Seit 2010 ist der Orden in der Georgenburse in Erfurt ansässig.
Die Bruderschaft besteht aus Mitgliedern in abgestuften Bindungsgraden (Orden, Ordensschild) und einem breiten Freundeskreis (Gastbrüder), der deutschlandweit wohnhaft ist. Als kirchlich legitimiertes Bindeglied zwischen der Bruderschaft und der Landeskirche fungiert – in Gestalt des Großkomturs – Oberkirchenrat Thomas A. Seidel. Seit dem 20. Dezember 2010 ist die Evangelische Bruderschaft St. Georgs-Orden in die Liste der geistlichen Gemeinschaften und Kommunitäten der Evangelischen Kirche in Deutschland (EKD) aufgenommen. Am 7. Dezember 2013 erhielt sie vom Landeskirchenrat der Evangelischen Kirche Mitteldeutschlands (EKM) die Approbation als anerkannte geistliche Gemeinschaft. Die Mitgliederzahl wird für 2014 mit etwa 20 Personen angegeben.

## Tätigkeit
2002 fand das erste Podiumsgespräch (sog. Neudietendorfer Gespräch; seit 2007 Erfurter Gespräch) statt, das fortan ein- bis zweimal jährlich die intellektuelle und missionarische Arbeit des Ordens umrahmte. Ergänzt wird die Arbeit durch öffentlich zugängliche Konvente und Tagungen. Die Landeskirche Mecklenburg (bis zum Umzug nach Thüringen) und die Evangelisch-Lutherische Kirche in Thüringen erkannten den Orden an und förder(te)n ihn finanziell.
Der Orden veröffentlicht darüber hinaus theologische und zeitpolitische Schriften. Ausgewählte Veranstaltungen wurden von der Konrad-Adenauer-Stiftung unterstützt.
Der Sammelband Angst, Politik, Zivilcourage, der im Auftrag der Evangelischen Bruderschaft St. Georgs-Orden erstellt wurde, wurde im November 2023 vom Gemeinschaftswerk der Evangelischen Publizistik (GEP) wegen eines Beitrags von Heimo Schwilk aus dem Handel genommen. Laut GEP gebe es in dem Beitrag Passagen, die weder mit den publizistischen Standards der evangelischen Publizistik vereinbar noch durch die Meinungsfreiheit gedeckt seien.

## Ordensstruktur
Von der Gründung der Bruderschaft bis zum Jahr 2018 war Ulrich Schacht der höchste Amtsträger. Nach seinem Tod ging die Position des Großkomturs an Thomas A. Seidel, Theologe und Historiker, der bislang als Spiritual der Bruderschaft tätig war. Seidel ist Oberkirchenrat der Evangelisch-Lutherischen Landeskirche Thüringen. Die Position des Spirituals übernahm Christian Dietrich, Theologe, Pfarrer, 2013 bis 2018 Landesbeauftragter für die Stasi-Unterlagen in Thüringen.
Weitere Leitungsfunktionen umfassen
- den Ordenskanzler Gunar Lantzsch (zuvor: Axel Große, Politikwissenschaftler und Bildungsreferent im Augustinerkloster Erfurt)
- den Ordensmarschall Heiner Sylvester, Regisseur
- den Ordenstruchseß Thomas Dahnert, Leiter der Gedenkbibliothek zu Ehren der Opfer des Kommunismus in Berlin
- den Erste Landkomtur Jürgen K. Hultenreich, Publizist

Regionalkonvente werden geleitet von Manfred Wegener, Heiner Sylvester und Gunar Lantzsch.
Weitere Mitglieder sind/waren
- Siegmar Faust, Schriftsteller und Publizist[8]
- Sverre Schacht, Publizist, Sohn des Bruderschaftsgründers Ulrich Schacht[9][10][11]
- Dirk Jungnickel, Sprecher des Gedenkvereins „17. Juni 1953“ und Regisseur[12]
- Reinhard Gnauck, Vorstandsmitglied der Internationalen Gesellschaft für Menschenrechte (IGFM)
- Joachim Steinmann[6]
- Udo Große, Lehrer[12]